# 1542 год в науке
В 1542 году произошли различные научные и технологические события, некоторые из которых представлены ниже.

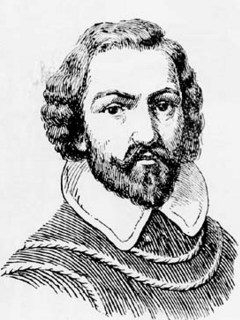
Хуан Родригес Кабрильо

## События
- Хуан Родригес Кабрильо провёл исследование побережья Калифорнии.

## Публикации
- Леонарт Фукс: новый травник «De historia stirpium commentarii insignes», охватывает около 497 растений, содержит более 500 гравюр на дереве. Более 100 растений описаны впервые.
- Жан Фернель: «De naturali parte medicinae»[1].
- Шарль де Бовель: «Livre singulier & utile touchant l’art et practique de Géométrie, composé nouvellement en Françoys».
- Оронций Финеус: «Sphaera Mundi, sive cosmographia quinque libris recens auctis & eme[n]datis absoluta : in qua tum prima astronomiae pars, cum geographie, ac hydrographie, rudimenta pertracta[n]tur…».

## Родились
См. также: Категория:Родившиеся в 1542 году
- 9 ноября — Андерс Сёренсен Ведель, датский переводчик, поэт, археолог и историк (умер в 1616 году).
- Авраам Порталеоне,  придворный врач герцога мантуанского Гульельмо I Гонзаги; автор энциклопедического труда по еврейской археологии «Шилте га-Гибборим» (умер в 1612 году).

## Скончались
См. также: Категория:Умершие в 1542 году
- Август — Петер Хенляйн, немецкий часовщик (род. в 1479 или в 1485 году).